# Gleźnowo
Gleźnowo [pronunciación en polaco: /ɡlɛʑˈnɔvɔ/] (anteriormente alemán Steinort) es un pueblo ubicado en el distrito administrativo de Gmina Darłowo, dentro del condado de Sławno, voivodato de Pomerania Occidental, en el noroeste de Polonia. Se encuentra a unos 12 kilómetros al suroeste de Darłowo, a 25 kilómetros al oeste de Sławno, y a 153 kilómetros al noreste de la capital regional Szczecin.
El pueblo tiene una población de 198 habitantes.